# Richard Schrock
Richard Royce Schrock (Berne (Indiana), 4 januari 1945) is een Amerikaans scheikundige.
Hij was een van de ontvangers van de Nobelprijs voor de Scheikunde in 2005 voor zijn bijdrage aan de metathesemethode in de organische chemie. De metathesemethode betreft een onderzoek naar de manier waarop bindingen tussen koolstofatomen worden gemaakt en worden afgebroken. Hij kreeg deze prijs samen met Robert Grubbs en Yves Chauvin.

## Biografie
Schrock werd geboren in Berne als jongste zoon van Noah J. Schrock en Martha A. Habegger. In San Diego bezocht hij de Mission Bay High School en vanaf 1963 de UC Riverside waar hij in 1963 zijn bachelordiploma in de scheikunde behaalde. Hij promoveerde in 1971 aan de Harvard-universiteit. Vier jaar later, in 1975, kwam hij terecht op het Massachusetts Institute of Technology (MIT), eerst als docent en vanaf 1980 als hoogleraar scheikunde. Momenteel is hij Frederick G. Keyesprofessor in de chemie aan MIT

## Werk
In 1990 slaagde Schrock erin om een metalloïde op basis van molybdeen te ontwikkelen die een efficiënte rol speelt als katalysator in de alkeenmetathese. Metathese, een fenomeen ontdekt in de jaren '50 en voor het eerst verklaard door Yves Chauvin in 1971, is een proces waarbij groepen atomen binnen moleculen van plaats wisselen op een wijze die vergelijkbaar is met een dans waarbij dansers voortdurend van partner ruilen. Een groot nadeel van de molybdeenkatalysator is zijn onstabiel karakter: bij contact met water en zuurstof ontleedt hij en verliest daarbij zijn katalyserend vermogen. In de jaren '90 ontwikkelde zijn landgenoot Robert Grubbs een beter bruikbare katalysator die stabiel blijft in de lucht, Grubbs' katalysator, die op ruthenium is gebaseerd. Metathese wordt dagelijks toegepast in de chemische industrie, net name bij de productie van medicijnen en bewerkte kunststof materialen.
Schrock is lid van de American Academy of Arts and Sciences en de National Academy of Sciences.